# Arcidiocesi di Cuenca

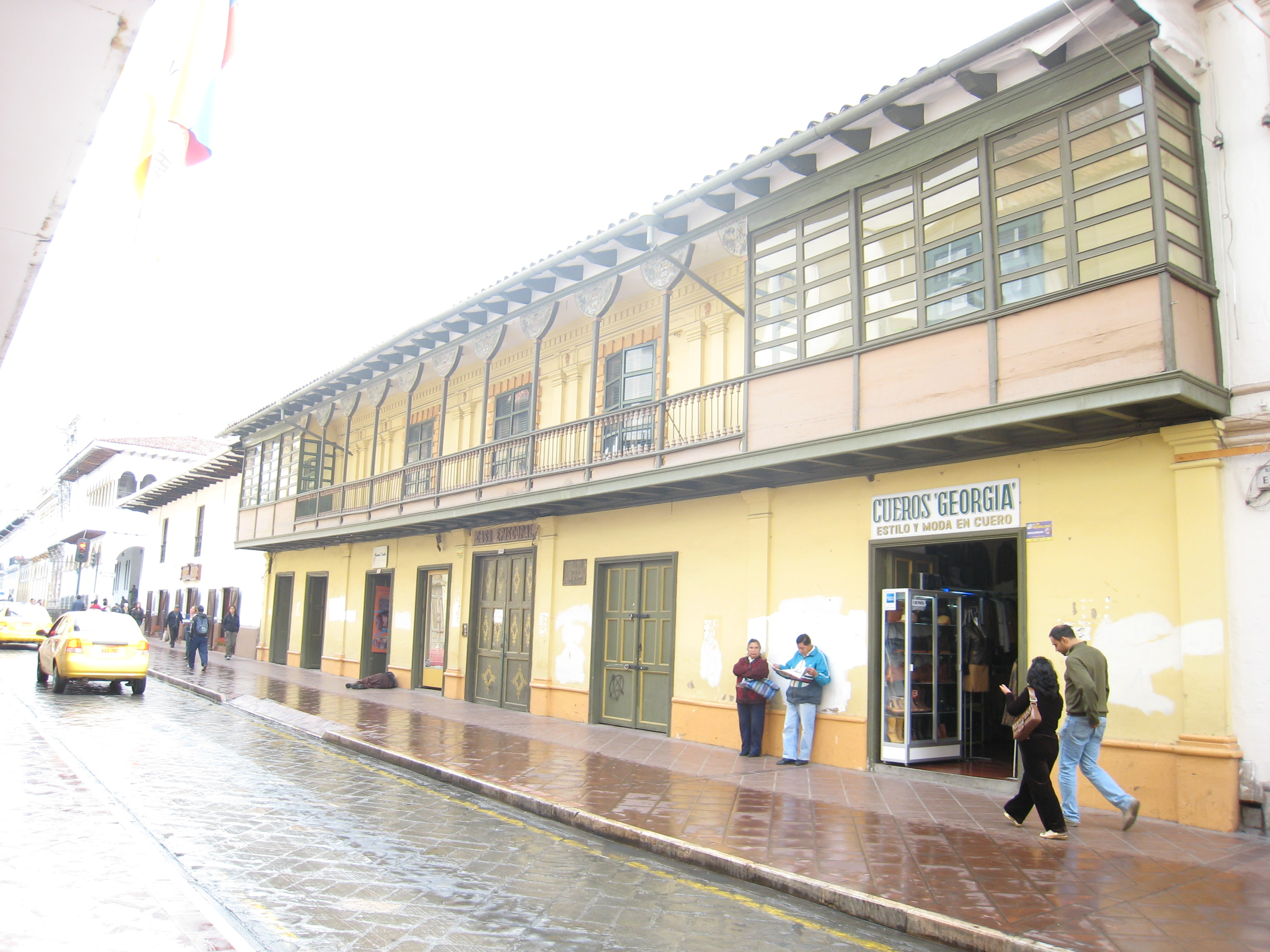
Il palazzo arcivescovile.

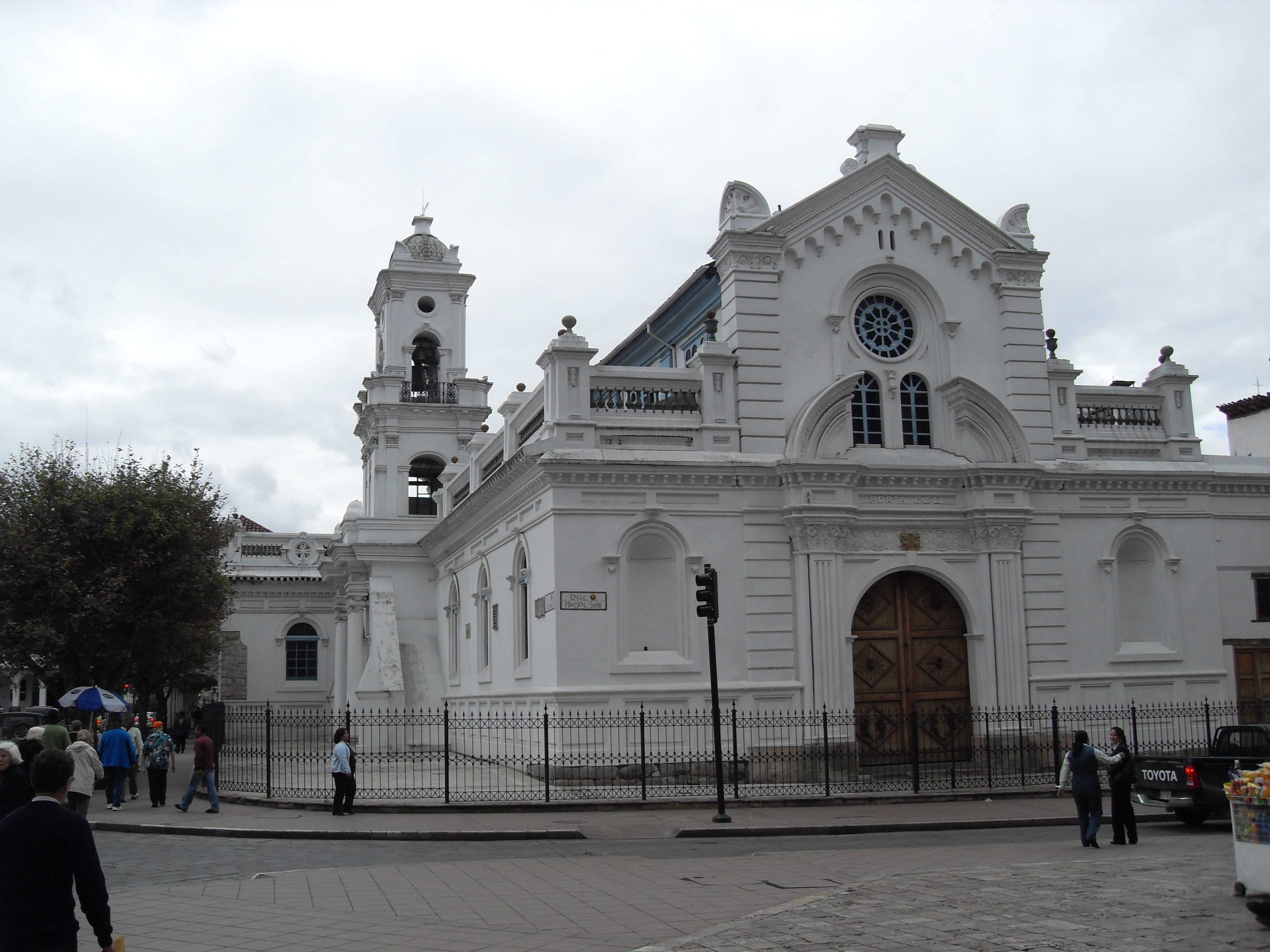
La Iglesia del Sagrario, ex cattedrale dell'arcidiocesi.

L'arcidiocesi di Cuenca (in latino Archidioecesis Conchensis in Aequatore) è una sede metropolitana della Chiesa cattolica in Ecuador. Nel 2021 contava 727.484 battezzati su 909.356 abitanti. È retta dall'arcivescovo Marcos Aurelio Pérez Caicedo.

## Territorio
L'arcidiocesi comprende la provincia ecuadoriana di Azuay.
Sede arcivescovile è la città di Cuenca, dove si trovano la cattedrale dell'Immacolata Concezione di Maria Vergine e l'ex cattedrale nota con il nome di Iglesia del Sagrario. Nell'arcidiocesi sorgono due basiliche minori: la basilica della Santissima Trinità a Cuenca, e la basilica di Nostra Signora del perpetuo soccorso a Gualaceo.
Il territorio si estende su 8.010 km² ed è suddiviso in 83 parrocchie.

### Provincia ecclesiastica
La provincia ecclesiastica di Cuenca, istituita nel 1957, comprende le seguenti suffraganee:
- la diocesi di Azogues, eretta il 26 giugno 1968;
- la diocesi di Loja, eretta il 29 dicembre 1862;
- la diocesi di Machala, istituita come prelatura territoriale di El Oro il 26 luglio 1954, elevata al rango di diocesi con il nome attuale il 31 gennaio 1969.

## Storia
La diocesi di Cuenca fu eretta il 16 gennaio 1769, ricavandone il territorio dalla diocesi di Quito (oggi arcidiocesi). Originariamente era suffraganea dell'arcidiocesi di Lima.
Il 28 maggio 1803 e il 29 gennaio 1837 cedette porzioni del suo territorio a vantaggio dell'erezione rispettivamente della diocesi di Maynas (oggi diocesi di Chachapoyas) e della diocesi di Guayaquil (oggi arcidiocesi).
Dal 1818 al 1848 la sede fu de facto vacante per la pretesa del governo repubblicano di esercitare il diritto di patronato. I vescovi eletti dalla Santa Sede non poterono esercitare il governo della diocesi. Dal 1838 il governo aveva imposto per la diocesi di Cuenca Pedro Antonio Torres, che fu eletto vescovo soltanto nel 1843, ma rinunciò l'anno successivo. Nel 1847 il governo propose José Manuel De Plaza, che fu eletto vescovo nel 1848.
Il 13 gennaio dello stesso 1848 la diocesi di Cuenca entrò a far parte della provincia ecclesiastica dell'arcidiocesi di Quito.
Il 29 dicembre 1862 cedette altre porzioni di territorio a vantaggio dell'erezione della diocesi di Loja.
Nel 1890 il vescovo Miguel León Garrido fu sospeso canonicamente dal governo della diocesi, perché con un atteggiamento intransigente che era parso anacronistico aveva suscitato scandalo, giungendo a scomunicare il presidente della repubblica.
Il 9 aprile 1957 la sede di Cuenca è stata elevata al rango di arcidiocesi metropolitana con la bolla Quasi mater di papa Pio XII.
Il 29 dicembre dello stesso anno in forza del decreto Maiori animarum della Congregazione Concistoriale ha ceduto alla diocesi di Riobamba il territorio corrispondente ai cantoni di Alausí e Chunchi.
Il 26 giugno 1968 ha ceduto un'ulteriore porzione di territorio a vantaggio dell'erezione della diocesi di Azogues.

## Cronotassi dei vescovi
Si omettono i periodi di sede vacante non superiori ai 2 anni o non storicamente accertati.
- José Carrión y Marfil † (18 dicembre 1786 - 3 luglio 1798 nominato vescovo di Trujillo)
- José Cuero y Caicedo † (3 luglio 1798 - 23 dicembre 1801 nominato arcivescovo di Quito)
- Francisco Javier Fita y Carrión (y Lafita) † (28 marzo 1803 - 24 maggio 1804 deceduto)
- Andrés Quintián Ponte de Andrade † (9 settembre 1805 - 24 giugno 1813 deceduto)
- José Ignacio Cortázar y Labayen † (15 marzo 1815 - 16 luglio 1818 deceduto)
  - Sede vacante (1818-1827)
- Félix Calixto Miranda y Suárez de Figueroa † (21 maggio 1827 - 1829 deceduto)
  - Sede vacante (1829-1848)
  - Pedro Antonio Torres † (27 gennaio 1843 - 15 aprile 1844 dimesso[3]) (vescovo eletto)
- José Manuel Plaza de la Tejera, O.F.M. † (3 luglio 1848 - 18 settembre 1853 deceduto)
  - Sede vacante (1853-1861)
  - Liberato Fernández García † (21 dicembre 1857 - 1858 dimesso) (vescovo eletto)
- Remigio Estévez de Toral † (22 luglio 1861 - 9 maggio 1883 deceduto)
- Miguel León Garrido † (13 novembre 1884 - 31 marzo 1900 deceduto)
  - Sede vacante (1900-1907)
- Manuel María Pólit † (11 gennaio 1907 - 7 giugno 1918 nominato arcivescovo di Quito)
- Daniel Hermida Ortega † (12 maggio 1918 - 30 settembre 1956 deceduto)
- Manuel de Jesús Serrano Abad † (16 novembre 1956 - 21 aprile 1971 deceduto)
- Ernesto Álvarez Álvarez, S.D.B. † (21 aprile 1971 succeduto - 21 luglio 1980 dimesso)
- Luis Alberto Luna Tobar, O.C.D. † (7 marzo 1981 - 15 febbraio 2000 ritirato)
- Vicente Rodrigo Cisneros Durán † (15 febbraio 2000 - 20 aprile 2009 ritirato)
- Luis Gerardo Cabrera Herrera, O.F.M. (20 aprile 2009 - 24 settembre 2015 nominato arcivescovo di Guayaquil)
- Marcos Aurelio Pérez Caicedo, dal 20 giugno 2016

## Statistiche
L'arcidiocesi nel 2021 su una popolazione di 909.356 persone contava 727.484 battezzati, corrispondenti all'80,0% del totale.
| anno | popolazione | popolazione | popolazione | presbiteri | presbiteri | presbiteri | presbiteri                | diaconi | religiosi | religiosi | parrocchie |
| anno | battezzati  | totale      | %           | numero     | secolari   | regolari   | battezzati per presbitero | diaconi | uomini    | donne     | parrocchie |
| ---- | ----------- | ----------- | ----------- | ---------- | ---------- | ---------- | ------------------------- | ------- | --------- | --------- | ---------- |
| 1950 | 498.000     | 500.000     | 99,6        | 156        | 104        | 52         | 3.192                     |         | 47        | 200       | 64         |
| 1966 | 370.000     | 381.602     | 97,0        | 156        | 91         | 65         | 2.371                     |         | 134       | 352       | 58         |
| 1970 | 450.750     | 450.758     | 100,0       | 121        | 70         | 51         | 3.725                     |         | 72        | 293       | 48         |
| 1976 | 364.952     | 365.704     | 99,8        | 102        | 54         | 48         | 3.577                     |         | 56        | 307       | 57         |
| 1980 | 368.239     | 369.895     | 99,6        | 102        | 52         | 50         | 3.610                     |         | 59        | 219       | 58         |
| 1990 | 600.000     | 645.000     | 93,0        | 111        | 52         | 59         | 5.405                     |         | 101       | 344       | 64         |
| 1999 | 608.000     | 653.000     | 93,1        | 105        | 64         | 41         | 5.790                     |         | 100       | 366       | 71         |
| 2000 | 619.000     | 665.000     | 93,1        | 118        | 65         | 53         | 5.245                     | 5       | 86        | 366       | 71         |
| 2001 | 590.900     | 635.400     | 93,0        | 125        | 73         | 52         | 4.727                     | 8       | 94        | 324       | 70         |
| 2002 | 627.000     | 660.000     | 95,0        | 112        | 72         | 40         | 5.598                     | 8       | 63        | 277       | 70         |
| 2003 | 570.000     | 599.546     | 95,1        | 114        | 75         | 39         | 5.000                     | 6       | 63        | 271       | 74         |
| 2004 | 595.388     | 626.250     | 95,1        | 120        | 78         | 42         | 4.961                     | 6       | 59        | 319       | 75         |
| 2006 | 604.000     | 635.000     | 95,1        | 118        | 79         | 39         | 5.118                     | 6       | 53        | 245       | 78         |
| 2013 | 670.000     | 705.000     | 95,0        | 104        | 75         | 29         | 6.442                     | 11      | 63        | 269       | 81         |
| 2016 | 587.250     | 753.500     | 77,9        | 83         | 77         | 6          | 7.075                     | 11      | 33        | 250       | 81         |
| 2019 | 606.800     | 778.600     | 77,9        | 120        | 75         | 45         | 5.056                     | 10      | 54        | 159       | 82         |
| 2021 | 727.484     | 909.356     | 80,0        | 117        | 71         | 46         | 6.217                     | 9       | 60        | 174       | 83         |